# Richard McBrien
Richard McBrien (19 août 1936 - 25 janvier 2015) est un théologien catholique, un prêtre, écrivain et professeur américain, qui a longtemps enseigné à l'université Notre-Dame. Ses domaines de recherche incluent l'ecclésiologie, la politologie des religions, la théologie morale, la théologie dogmatique et la théologie spirituelle. Prêtre dans l'archidiocèse de Hartford, il a été président de la Société théologique catholique américaine en 1974-1975. En 1976, il a reçu le prix John Courtney Murray. Son essai Catholicism (paru pour la première fois en 1980, revu en 1994) a connu un grand succès (la première édition s'est vendue à environ 150 000 exemplaires). 

## Ouvrages publiés
- The Church in the Thought of Bishop John Robinson (Westminster Press 1966, SCM Press 1966)
- Church: The Continuing Quest (Paulist Press, 1970,  (ISBN 0-8091-1525-5))
- Who is a Catholic? (Dimension Books, 1971)
- For the Inquiring Catholic: Questions and Answers for the 1970's (Dimension Books, 1973)
- The Remaking of the Church: An Agenda for Reform (Harper & Row, 1973,  (ISBN 0-06-065327-2))
- In Search of God (Dimension Books, 1977,  (ISBN 0-87193-082-X))
- Catholicism (HarperOne, 1980, édition revue en 1994,  (ISBN 978-0060654054))
- Caesar's Coin: Religion and Politics in America (MacMillan, 1987,  (ISBN 0-02-919720-1))
- Ministry: A Theological, Pastoral Handbook (HarperSanFrancisco, 1988,  (ISBN 0-06-065324-8))
- How To Give Up Sex (co-authored with Roger Planer and John Riley: Hodder & Stoughton, 1989,  (ISBN 0-450-49473-X))
- Inside Catholicism (Signs of the Sacred) (HarperCollins, 1995,  (ISBN 0-00-649052-2))
- The HarperCollins Encyclopedia of Catholicism (HarperSanFrancisco, 1995,  (ISBN 0-06-065338-8))
- Responses to 101 Questions on the Church (Paulist Press, 1996,  (ISBN 0-8091-3638-4))
- Lives of the Popes: The Pontiffs from Saint Peter to John Paul II (HarperSanFrancisco, 2000 (revised in 2006),  (ISBN 0-06-065304-3))
- 101 Questions & Answers on the Church (Paulist Press, 2003,  (ISBN 0-8091-4250-3))
- Lives of the Saints: From Mary and St. Francis of Assisi to John XXIII and Mother Teresa (HarperSanFrancisco, 2006,  (ISBN 0-06-123283-1))
- The Pocket Guide to the Saints (HarperSanFrancisco, 2006,  (ISBN 0-06-113774-X))
- The Church: The Evolution of Catholicism (2008,  (ISBN 0-06-124521-6)